# Štěpán VIII.
Štěpán VIII. (IX.) (? Řím – říjen 942 Řím) byl papežem od 14. července 939 až do své smrti. Problematika číslování papežů nesoucích jméno Štěpán je vysvětlena v článku Štěpán II.

## Život
Papež Lev VII. zemřel 13. července 939 a údajně bezprostředně poté, již 14. července 939, byl na papežský stolec dosazen Štěpán VIII. Podle některých zdrojů byl původu německého, většina historiků však soudí, že byl Říman. Před ustanovením za papeže byl kardinálem-knězem z kostela Santi Silvestro e Martino ai Monti v Římě. Podobně jako Lev VII. se i Štěpán VIII. stal papežem z rozhodnutí mocného římského šlechtice Albericha II. ze Spoleta, který v této době řídil jako skutečný diktátor osudy Říma. I jako papež působil do značné míry jako Alberichův kaplan.
Je o něm známo jen málo spolehlivých informací. Pomáhal francouzskému králi Ludvíkovi IV. a pod hrozbou exkomunikace donutil francouzskou šlechtu, aby mu zachovala věrnost. Podporoval úsilí opatů z Cluny o reformu mnišství (clunyjská reforma).
Je možné, že se nakonec nepohodl s Alberichem, neboť kronikář Martin z Opavy líčí, že byl „zmrzačen jistými Římany." Byl uvězněn a mučen, údajně mu odstranili oči, rty, jazyk a ruce. I když exekuci přežil, neukázal svou znetvořenou tvář již nikdy na veřejnosti a dokonce se prý uchýlil do poustevny. Někteří historikové považují vyprávění Martina z Opavy o papežově zmrzačení za pouhou pověst.
Štěpán VIII. zemřel koncem října 942, pravděpodobně na následky mučení. Pohřben byl v bazilice svatého Petra v Římě.